# Coral Island
Coral Island es un videojuego de simulación de vida agrícola desarrollado por Stairway Games y publicado por Humble Games. Se juega de manera similar a Stardew Valley y está ambientado en una isla tropical.

## Jugabilidad
Los jugadores controlan a un personaje que se ha desencantado de la vida en la ciudad. Posteriormente se mudan a una pequeña comunidad agrícola en una isla tropical, se les asigna una granja «invadida» para trabajar. Además de arreglar la granja y plantar cultivos, los jugadores pueden explorar una mina cercana, donde pueden encontrar recursos raros custodiados por monstruos; también pueden hablar y enamorar a otros personajes no jugables; donar artículos raros a un museo local; y limpiar un derrame de petróleo tóxico, que es funcionalmente similar a explorar la mina. Los jugadores también pueden reciclar basura para obtener recursos.

## Desarrollo
El desarrollador, Stairway Games, vive en Indonesia, lo que inspiró el escenario. Su estilo artístico en 3D está influenciado por la animación de Disney. Coral Island tuvo una de las campañas de financiación colectiva de videojuegos más exitosas de 2021.